# 가슴이 두근두근
〈가슴이 두근두근〉(일본어: 胸がドキドキ 무네가도키도키[*])는 THE HIGH-LOWS의 네 번째 싱글로 1996년 2월 21일에 키티에서 발매됐다.

## 수록곡
| #            | 제목                                    | 작사·작곡                     | 편곡  | 재생 시간 |
| ------------ | --------------------------------------- | ----------------------------- | ----- | --------- |
| 1.           | 〈胸がドキドキ 가슴이 두근두근〉        | 코모토 히로토 마시마 마사토시 | 4:12  |           |
| 2.           | 〈そばにいるから 곁에 있으니까〉        | 코모토 히로토 마시마 마사토시 | 5:25  |           |
| 3.           | 〈胸がドキドキ〉 (オリジナル・カラオケ) |                               |       |           |
| 총 재생 시간 | 총 재생 시간                            | 총 재생 시간                  | 13:56 |           |

## 타이업
胸がドキドキ / 가슴이 두근두근
- TV 애니메이션 《명탐정 코난》 첫 번째 여는 곡

そばにいるから / 곁에 있으니까
- TV 애니메이션 《명탐정 코난》 제12화 삽입곡

| TV 애니메이션 《명탐정 코난》 여는 곡 1996년 1월 8일 (1화) ~ 1996년 8월 26일 (30화) |                                     |                                        |
| -                                                                                   | ↑THE HIGH-LOWS↓ 〈가슴이 두근두근〉 | 다음 곡: 벨벳 가든 〈Feel Your Heart〉 |